# Chris Cox
Christopher Cox (nascido em 2 de setembro de 1982) é um engenheiro de software e líder empresarial que ocupa o cargo de Diretor de Produto (CPO) da Meta Platforms. Trabalha em estreita colaboração com o diretor executivo da Meta, Mark Zuckerberg, na criação de produtos e supervisiona a sua "família de aplicativos": Facebook, WhatsApp, Instagram e Messenger.

## Biografia
Natural de Atlanta, Geórgia, graduou-se em sistemas simbólicos com foco em inteligência artificial pela Universidade Stanford em 2003. Foi um dos primeiros quinze engenheiros de software do Facebook, onde ingressou em 2005 e contribuiu para o desenvolvimento das primeiras versões de recursos-chave do Facebook, como o Feed de Notícias. Em 2014, tornou-se Diretor de Produto e, em 2018, passou a liderar os aplicativos da empresa.
Ele saiu do Facebook em março de 2019, mas voltou em junho de 2020. Em 2015, a revista Forbes o chamou de "O Executivo Mais Importante do Vale do Silício que Ninguém Está Falando".

## Vida pessoal
É casado com Visra Vichit-Vadakan, uma diretora de cinema e ex-colega de Stanford, com quem tem dois filhos.